# Ernst Adlmaier
Ernst Adlmaier (* 5. August 1954 in Bad Tölz) ist ein ehemaliger deutscher Eishockeyspieler.

## Laufbahn als Eishockeyspieler
Ernst Adlmaier stammt aus dem Nachwuchs des SC Reichersbeuern. Vom SC Reichersbeuren wechselte er erst zum EC Bad Tölz, für den er ab 1972/73 in der Bundesliga spielte. 1976 wechselte er zum Berliner Schlittschuhclub, für den er bis 1980 spielte. Nach einer Saison 1980/81 beim EHC 70 München wechselte er bis zur Saison 1983/84 zum SB DJK Rosenheim, mit dem er in der Saison 1981/82 Deutscher Meister wurde. Nachdem er in der Saison 1985/86 nochmal beim SC Reichersbeuren gespielt hatte, beendete er seine Spielerkarriere.
International spielte er für die deutsche Eishockeynationalmannschaft.

## Weitere Laufbahn
Neben seiner Karriere als Eishockeyspieler schloss Ernst Adlmaier das Medizinstudium ab.